# Associazione Calcio Legnano 1944-1945
Questa pagina raccoglie le informazioni riguardanti l'Associazione Calcio Legnano nelle competizioni ufficiali della stagione 1944-1945.

## Stagione

Alfonso Borra, al Legnano dal 1944 al 1945

Nel dicembre 1944, sotto l'egida del C.O.N.I. della Repubblica Sociale Italiana, viene organizzato il Torneo Benefico Lombardo, al quale partecipano dodici società, Lilla compresi.
Il Legnano può schierare Del Bianco del Livorno, Monza della Lazio, Lamanna dell'Atalanta, Rancilio della Triestina, Mariani del Novara e Demaria dell'Ambrosiana, tutti giocatori ottenuti in prestito dalle rispettive squadre visto che i trasferimenti sono bloccati dalla fine della stagione 1942-1943.
La classifica finale vede i Lilla al sesto posto con 18 punti, alla pari con Milan e Pro Patria, a 14 lunghezze dal Como capolista. La Gallaratese e il Varese rinunciano alla partecipazione al torneo alla fine del girone di andata; nonostante il ritiro, i risultati conseguiti dalle due squadre fino alla rinuncia vengono computati ai fini della classifica.

## Divise
| Casa |

## Organigramma societario
Area direttiva
- Presidente: cav. ing. Giulio Riva

Area tecnica
- Allenatore: Enrico Crotti

## Rosa
| N. |                   | Ruolo | Calciatore       |
| -- | ----------------- | ----- | ---------------- |
|    | Italia (bandiera) | P     | Edmondo Biella   |
|    | Italia (bandiera) | C     | Alfonso Borra    |
|    | Italia (bandiera) | P     | Carlo Brasca     |
|    | Italia (bandiera) | C     | Virgilio Chiari  |
|    | Italia (bandiera) | C     | Lorenzo Colpo    |
|    | Italia (bandiera) | A     | Ugo Conti        |
|    | Italia (bandiera) | C     | Attilio Demaria  |
|    | Italia (bandiera) | D     | Fabio Del Bianco |
|    | Italia (bandiera) | D     | Guido Dossena    |

| N. |                      | Ruolo | Calciatore           |
| -- | -------------------- | ----- | -------------------- |
|    | Italia (bandiera)    | C     | Fortunato Grammatica |
|    | Argentina (bandiera) | D     | Hugo Lamanna         |
|    | Italia (bandiera)    | C     | Remo Leva            |
|    | Italia (bandiera)    | C     | Felice Mariani       |
|    | Italia (bandiera)    | A     | Andrea Marzani       |
|    | Italia (bandiera)    | D     | Alfredo Monza        |
|    | Italia (bandiera)    | D     | Guido Morelli        |
|    | Italia (bandiera)    | D     | Emilio Rancilio      |
|    | Italia (bandiera)    | A     | Carlo Re Dionigi     |

## Risultati

### Torneo Benefico Lombardo

#### Girone d'andata (12 squadre)
| Arbitro: | Matucci (Seregno) |

|                                               |           |                             |
| Fumagalli 21’ Rebuzzi II 32’, 49’ Gaddoni 52’ | Marcatori | 4’, 10’ Marzani 35’ Demaria |

| Arbitro: | Marchetti (Milano) |

|                   |           |  |
| Prata Pizzala 53’ | Marcatori |  |

| Arbitro: | Massironi (Milano) |

|                              |           |                                    |
| Colpo 23’ Demaria 64’ (rig.) | Marcatori | 15’ Quadri 22’ Pesenti 29’ Granata |

| Arbitro: | Carpani (Milano) |

|                                       |           |                    |
| Crola 9’ C. Azimonti 50’ Torreano 80’ | Marcatori | 69’ (rig.) Demaria |

| Arbitro: | Cipriani (Milano) |

|                |           |               |
| Re Dionigi 87’ | Marcatori | 57’ Cavigioli |

| Gallarate 4 marzo 1945 6ª giornata | Gallaratese      | 0 – 0 | Legnano | Stadio Alessandro Maino\| Arbitro: \| Bergomi (Milano) \| |
| Arbitro:                           | Bergomi (Milano) |       |         |                                                           |

| Arbitro: | Magnoni (Milano) |

|           |           |                 |
| Conti 73’ | Marcatori | 88’ Castigliano |

| Arbitro: | ? |

|      |           |      |
| ? ?’ | Marcatori | ?’ ? |

| Arbitro: | Cipriani (Milano) |

|                                 |           |  |
| Foglia 55’ Capra 75’ Parvis 86’ | Marcatori |  |

| Varese 1º aprile 1945 10ª giornata | Varese             | 0 – 0 | Legnano | Campo Littorio di Masnago\| Arbitro: \| Massironi (Milano) \| |
| Arbitro:                           | Massironi (Milano) |       |         |                                                               |

| Arbitro: | Garassino (Varese) |

|                |           |               |
| Borra 52’, 57’ | Marcatori | 30’ Guarnieri |

#### Girone di ritorno (10 squadre[3])
| Arbitro: | ? |

|              |           |                    |
| De Maria 76’ | Marcatori | 32’, 47’, 49’ Aebi |

| Arbitro: | ? |

|      |           |                     |
| ? ?’ | Marcatori | ?’ ? ?’ ? ?’ ? ?’ ? |

| Arbitro: | ? |

|  |           |   |
|  | Marcatori | . |

| Arbitro: | ? |

|           |           |  |
| Sichel ?’ | Marcatori |  |

| Arbitro: | Ferrazzi (Milano) |

|                           |           |             |
| Demaria 1’ Re Dionigi 47’ | Marcatori | 40’ Schiavi |

| Arbitro: | ? |

|              |           |                          |
| Costanzo 41’ | Marcatori | 33’ Conti 87’ Re Dionigi |

| Arbitro: | Valsecchi (Milano) |

|                            |           |           |
| Demaria 11’ Re Dionigi 30’ | Marcatori | 5’ Foglia |

| Arbitro: | Bezzi (Milano) |

|                           |           |                             |
| Granata 12’ Guarnieri 86’ | Marcatori | 24’, 60’ Borra 37’ Rancilio |

| Arbitro: | Ferrazzi (Milano) |

|                                                                 |           |                    |
| Ferraris 15’ Zidarich 28’ Muci 35’ Cavigioli 43’ Piola 45’, 80’ | Marcatori | 23’ Conti 69’ Leva |

## Statistiche

### Statistiche di squadra
| Competizione             | Punti | Totale | Totale | Totale | Totale | Totale | Totale | DR |
| Competizione             | Punti | G      | V      | N      | P      | Gf     | Gs     | DR |
| ------------------------ | ----- | ------ | ------ | ------ | ------ | ------ | ------ | -- |
| Torneo Benefico Lombardo | 18    | 20     | 6      | 6      | 8      | 27     | 34     | -7 |

### Statistiche dei giocatori
| Giocatore     | Torneo Benefico Lombardo | Torneo Benefico Lombardo |
| Giocatore     | Presenze                 | Reti                     |
| ------------- | ------------------------ | ------------------------ |
| E. Biella     | 1                        | 0                        |
| A. Borra      | 11                       | 4                        |
| C. Brasca     | 8                        | 0                        |
| V. Chiari     | 1                        | 0                        |
| L. Colpo      | 5                        | 1                        |
| U. Conti      | 9                        | 2                        |
| A. Demaria    | 11                       | 3                        |
| F. Del Bianco | 11                       | 0                        |
| G. Dossena    | 2                        | 0                        |
| F. Grammatica | 3                        | 0                        |
| H. Lamanna    | 5                        | 0                        |
| R. Leva       | 10                       | 1                        |
| F. Mariani    | 9                        | 0                        |
| A. Marzani    | 5                        | 2                        |
| A. Monza      | 11                       | 0                        |
| G. Morelli    | 8                        | 0                        |
| E. Rancilio   | 2                        | 1                        |
| C. Re Dionigi | 6                        | 1                        |